# Wolne cesarskie miasto Triest
Wolne cesarskie miasto Triest z okręgiem (niem. Reichsunmittelbare Stadt Triest und ihr Gebiet, wł. Città Imperiale di Trieste e Dintorni) – część Monarchii habsburskiej (w granicach Świętego Cesarstwa Rzymskiego), a następnie prowincja i kraj koronny Cesarstwa Austriackiego (Przedlitawia), obejmująca miasto portowe Triest oraz pobliskie tereny. Wolny port od 1719. W latach 1815–1849 wchodził w skład austriackiego Królestwa Ilirii. Wraz z Istrią, Gorycją i Gradyską tworzył jeden kraj koronny zwany Pobrzeżem Austriackim. Siedzibą namiestnika był Triest.

## Historia
Triest, w obawie przed całkowitym podporządkowaniem zaborczej polityce Wenecji, podjął decyzję o oddaniu się pod opiekę jednego z książąt Austrii, Leopolda III Habsburga (w 1382). Od tamtego czasu znajdował się pod panowaniem dynastii Habsburgów. W 1719 roku został mu nadany przez cesarza Karola VI, ze względu na znaczenie handlowe, status wolnego portu. W latach 1809–1815 należał do francuskich Prowincji Iliryjskich. Triest został ostatecznie przydzielony Austrii na mocy decyzji kongresu wiedeńskiego w 1815. Został wówczas włączony do austriackiego Królestwa Ilirii. Od 1849, po likwidacji królestwa, Triest stał się częścią Pobrzeża Austriackiego. W 1860 powstał kraj koronny – Wolne cesarskie miasto Triest z okręgiem. Istniał on do końca monarchii austro-węgierskiej w 1918.